# 0DFx
Gli 0DFx (conosciuti anche come Zero Defects o Zero Defex) sono stati un gruppo hardcore punk statunitense.
Si sono formati ad Akron, nell'Ohio, nel 1981 grazie a Tom Seiler del gruppo punk locale The Bursting Brains, Mick Hurray del gruppo neo-surf The Nelsons, e Jim Friend dei V-Nervz, altro gruppo punk locale. Dopo aver provato diversi bassisti, hanno ingaggiato Brad Warner, che era stato nel gruppo new wave Mmaxx, attraverso un annuncio in un giornale locale. Warner è rimasto membro del gruppo fino alla sua fine.
Gli 0DFx sono apparsi nella raccolta di gruppi punk rock dell'Ohio, The New Hope, e nella raccolta internazionale P.E.A.C.E./War. Sono però più famosi per essere stati i precursori del libro di Brad Warner, Hardcore Zen, così come per le successive band di Tommy "Strange" Seiler's, The Ragged Bags, Strawman e Songs for Emma.

## Formazione

### Ultima
- Jim Friend "Jimi Imij" (voce)
- Tom Seiler "Tommy Strange" (chitarra)
- Mick Hurray "Mickey X-Nelson" (batteria)
- Brad Warner "Brad No Sweat" (basso)

### Ex componenti
- Alan Litt "Alan Nelson" (basso)
- Franklin Tarver "Frank N. File" (basso)
- John Despins "Johnny Phlegm" (basso)
- Jeff Hardy "Jeffro Smull" (chitarra, a partire dal 2005)

## Discografia
- War Hero 7" EP (Get Revenge Records 016, 2007)
  - demo del 1983, 13 tracce
  - 500 copie - le prime 100 su vinile bianco, le altre 400 in vinile nero
- Drop the A-Bomb 7" EP (Get Revenge Records 018, 2007)
  - demo del 1982
- Discography doppio CD (Get Revenge Records, 2007)
  - contiene entrambi gli EP precedenti, un live del 1982, ri-pubblicazioni del 2005 e tracce inedite

Apparizioni nelle compilation
- The New Hope LP (New Hope Records 001, 1983)
  - Tracce: Drop The A-Bomb On Me / By The Day / Oppression / No More
- P.E.A.C.E./War doppio LP (RRadical Records, 1983)
  - Traccia: Drop The A-Bomb On Me

## Gruppi correlati
- Bongo's Jungle Party  (Mick Hurray)
- The Bursting Brains (John Despins, Tom Seiler)
- CD Truth (Jeff Hardy)
- Da Thangs (John Despins, Tom Seiler)
- Dimentia 13 (Brad Warner)
- The Mickeys (Mick Hurray)
- Missile Toe (Jeff Hardy)
- Mmaxx (Brad Warner)
- My Niece's Foot (Brad Warner)
- The Nelsons  (Mick Hurray, Alan Litt)
- PPG (Pounds of Political Garbage) (Jim Friend)
- Plasma Alliance (Jim Friend)
- Ragged Bags (Tom Seiler)
- Songs for Emma (Tom Seiler)
- Strawman (Tom Seiler)
- The V-Nervz (John Despins, Jim Friend)